# Miska olejowa

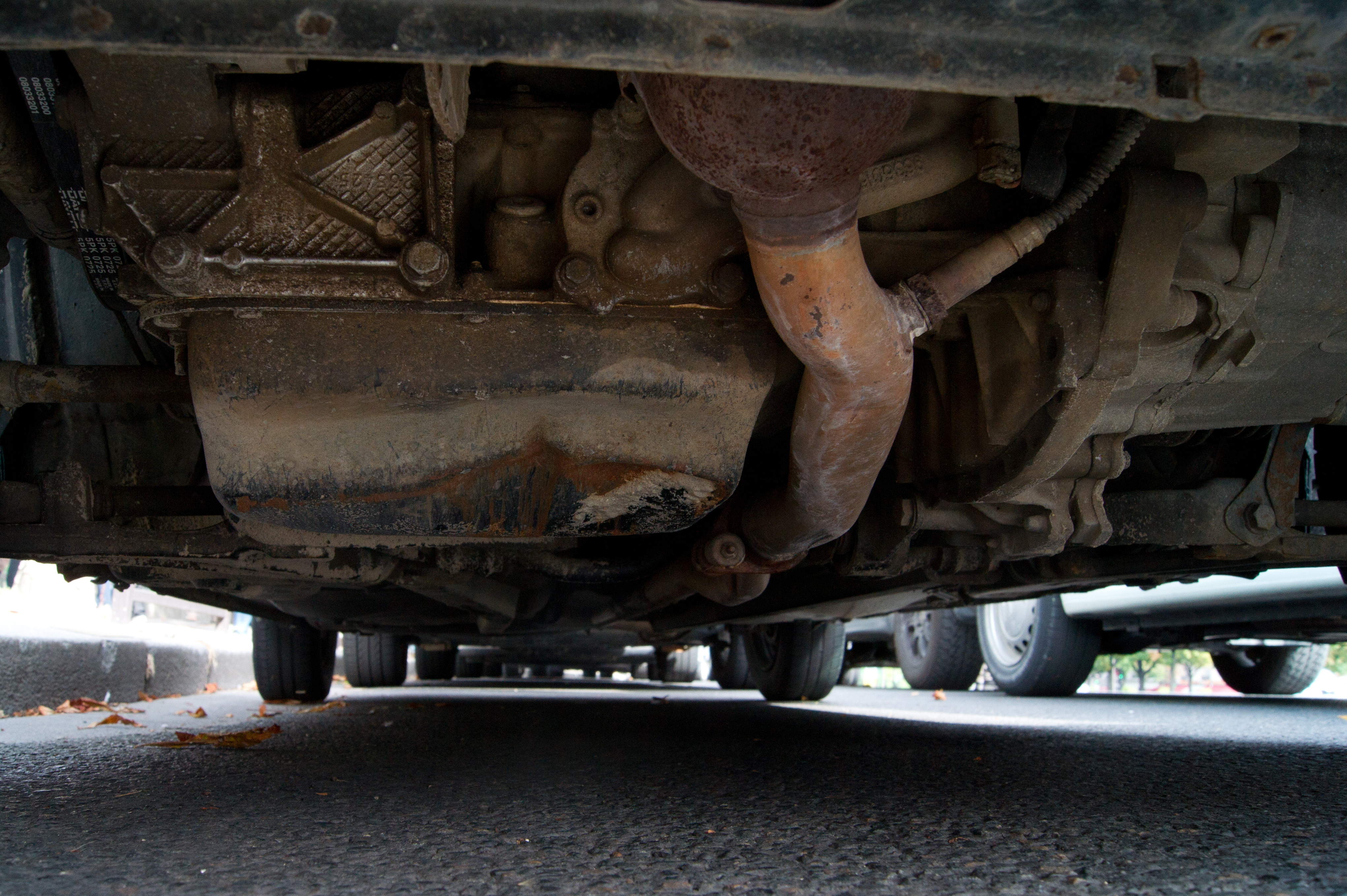
Miska olejowa po lewej

Miska olejowa – pojemnik na olej silnikowy smarujący silnik spalinowy, umieszczony poniżej wału korbowego. Wchodzi w skład układu smarowania silnika.
Do lat 70 XX wieku wykorbienia wału zanurzały się w oleju, wskutek czego część smarowania odbywała się rozbryzgowo. Obecnie tego rozwiązania już się nie stosuje. Olej z miski jest zasysany przez pompę olejową i pod ciśnieniem dostarczany do wszystkich wymagających tego elementów jednostki napędowej.

## Sucha miska olejowa
W autach wyczynowych stosowana jest tzw. sucha miska olejowa. W tym rozwiązaniu nie ma miski olejowej w normalnym opisanym wyżej znaczeniu, a olej przechowywany jest w oddzielnym od silnika zbiorniku, skąd zasysa go pompa i doprowadza pod ciśnieniem do miejsc smarowania. Cechą suchej miski jest dostępność oleju dla pompy zawsze, niezależnie od położenia auta i przeciążeń, które mogłyby spowodować wynurzenie się ssaka pompy z oleju. Dodatkowym skutkiem jest zmniejszenie wysokości silnika i obniżenie środka ciężkości.